# 北極三
北極三，又稱庶子或小熊座 5（5 Ursae Minoris、縮寫為 5 UMi），又名 BD+76 527，HD 127700、SAO 8024、HR 5430，是小熊座的一颗恒星，视星等为4.25，位于銀經115.39，銀緯39.99，其B1900.0坐标为赤經14h 27m 43.8s，赤緯+76° 39.99′ 26″。